# أولاد عياد (أولاد ميمون 2)
أولاد عياد هو دُوَّار يقع بجماعة براشوة، إقليم الخميسات، جهة الرباط سلا القنيطرة في المملكة المغربية. ينتمي الدوّار لمشيخة أولاد ميمون 2 التي تضم 10 دواوير. يقدر عدد سكانه بـ 518 نسمة حسب الإحصاء الرسمي للسكان والسكنى لسنة 2004.

## روابط خارجية
- البوابة الوطنية للجماعات الترابية
- المندوبية السامية للتخطيط